# 芭芭拉·奥姆斯特德
芭芭拉·奥姆斯特德（英語：Barbara Olmsted，1959年8月17日—），加拿大女子皮划艇运动员。她曾代表加拿大参加1984年和1988年夏季奥林匹克运动会皮划艇比赛，其中1984年奥运会获得一枚铜牌。